# Dichagyris euryloma
Dichagyris euryloma là một loài bướm đêm trong họ Noctuidae.